# Nationaal Park Aukštaitija
Nationaal park Aukštaitija (Litouws: Aukštaitijos nacionalinis parkas) is een nationaal park in Noordoost-Litouwen, zowat 100 kilometer ten noorden van Vilnius. Het park werd opgericht in 1974 en is 405,7 vierkante kilometer groot. Het landschap bestaat uit dennenbossen en meren. 59% van alle plantensoorten in Litouwen komen in het park voor, hoewel het maar 1% van de oppervlakte van Litouwen beslaat.